# Suomen Sisu
Suomen Sisu — финская организация, характеризующая свою деятельностью как националистическую и патриотическую, выступающая против иммиграции и мультикультурализма. Отстаивает идеи независимого национального государства. Не принадлежит к какой-либо политической партии, хотя её лидер избирался в парламент от партии «Истинные финны».

## История
Основана в 1998 году, как подразделение ассоциации финской культуры и идентитета, но в 2000 году эта аффилированость прекратились.
Членами организации состоят ряд парламентариев, избранных в 2011 году в Эдускунту (Олли Иммонен, Юхо Эерола, Юсси Халла-ахо, Яамес Хирвисаари).
10 марта 2013 года в Хельсинки прошёл пикет против деятельности организации.

## Председатели
- Теэму Лахтинен[фин.] (1998—2002)
- Харри Ханнула (фин. Harri Hannula) (2003—2004)
- Теэму Лахтинен[фин.] (2005—2007)
- Йоханнес Ниеминен[фин.] (2008)
- Паула Пяйвике (фин. Paula Päivike) (2009—2013)
- Олли Иммонен (с 2013[2][3])